# Svängsta
Svängsta er en by i Karlshamns kommun i Blekinge län i det allersydligste Sverige.
Hvor Svängsta ligger i dag fandtes tidligere en plads i Mörrumsån, hvor man kunne lade sine heste svømme og køle sig af (svänga) under den lange rejse til Småland. Stedet blev senere kaldt for Svänge-stan og kom på kortet juli 1874, da den smalsporede jernbane mellem Karlshamn og Vislanda blev åbnet. 
Henning Hammerlund grundlagde i 1887 Halda Fickurfabrik i Svängsta, som til en begyndelse fremstillede lommeure, og som senere, efter en konkurs og flere omlægninger, gik over til at bl.a. at fremstille skrivemaskiner under varemærket Facit og taxametre. Carl August Borgström var en tidligere værkmester på Halda, som efter Haldas første konkurs i 1920 åbnede en ny urfabrik i Svängsta – AB Urfabriken (ABU). Senere udviklede ABU et fiskehjul til sportsfiskeri, der endnu i dag sælges under navnet Abu Garcia. Svängsta havde desuden også to andre større virksomheder – AB Svängsta Mattväveri og Svängsta Skorpfabrik AB, som hhv. fremstillede tæpper og en slags tvebak (skorpa).